# Helena Dragaš

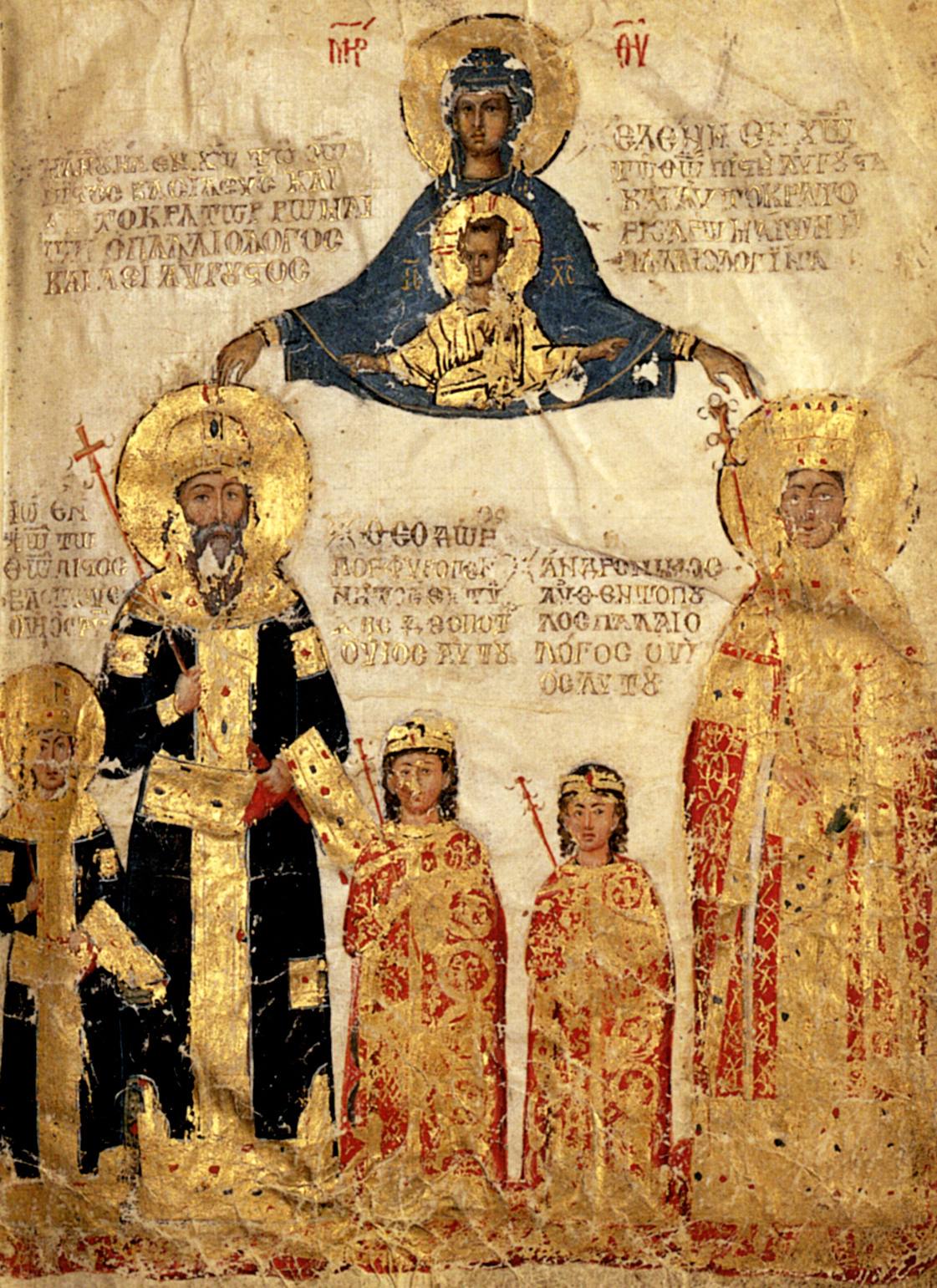
Byzantský císař Manuel II.Palaiologos, císařovna Helena a tři z jejich dětí: spolucísař Jan VIII. a despotové Theodor a Andronikos, miniatura Louvre, Paříž.

Helena Dragaš (srbsky Јелена Драгаш, Jelena Dragaš, řecky Ἑλένη Δραγάση, Helénē Dragásē; c. 1372 - 23. března 1450) byla poslední východořímská císařovna a choť byzantského císaře Manuela II. Palaiologa a matka posledních dvou císařů – Jana VIII. Palaiologa a Konstantina XI. Palaiologa. Jan VIII. zemřel v roce 1448 a Helena poté vykonávala funkci regentky až do roku 1449.
Po smrti svého císařského manžela vstoupila do monastýru Kyra-Martha a přijala jméno Hypomoni (Ὑπομονὴ, což v překladu znamená Trpělivost). Východní pravoslavná církev ji uctívá jako světici, jejíž svátky jsou dle Juliánského kalendáře 13. března (26. 3.) a v den výročí pádu Konstantinopole 29. května (11. 6.).

## Život
Helena byla dcerou srbského magnáta Konstantina Dejanoviće, jenž měl v držení velkou provincii Kyustendil. Její matka bývá uváděna jako neznámá, ačkoliv bulharský historik Ivan Božilov uvádí jako její matku a první ženu Konstantina Dejanoviće dceru bulharského cara Ivana Alexandra Keru Tamaru. Také Mihail-Dimitrij Sturdza ve své encyklopedii uvádí: "Helena, manželka císaře Manuela II. Palaiologa, byla dcera Konstantina Dragaśe od Tamary Bulharské, šišmanovské princezny."
Otec Heleny Konstantin byl vnukem srbského krále Štěpána Uroše III. Dečanského a císařské aristokratky Marie Palaiologovny, jejichž dcera Teodora Nemanjić byla Konstantinovou matkou. Konstantin se po prohrané bitvě na řece Marici roku 1371 byl přinucen stát se osmanským vazalem a padl na sultánově straně v bitvě u Rovine proti valašskému knížeti Mirceaovi I. dne 17. května 1395. Jeho druhou ženou a Heleninou macechou byla Eudokie z Trabzonu, vdova po muslimu Taddjedinu Pašovi ze Sinopu.
| „                                                                                            | V Sěru odbýval tehdá vítězný sultán skvělý dvůr. Tam pokorně se shromažďovali vládcové řečtí i slovanští, císař byzantinský Manuel, Theodor despota morejský, Štěpán Lazarevič, Konstantin makedonský a j. A padišah jim velel jako otrokům. Ale divoké a pánovité spůsoby Bajezidovy přiměly křesťanské vasally k odporu. Smluvili spolu malomocný spolek, že si do smrti budou věrni a že k portě více nepřijdou. Konstantin k utvrzeni spolku dceru svou Helenu dal císaři Manuelovi. Následek bezbranného spiknutí, kteréž sultána tajno nezůstalo, byl jen ten, že Cařihrad od Turkův rok co rok hůře svírán. Již v červenci 1394 nabízeli Benátčané Manuelovi lodě své k útěku. | “ |
| — Konstantin Josef Jireček, Dějiny národa bulharského (str.310), vydal Bedřich Tempský, 1876 | |   |

## Císařovna
Helena byla provdána dne 10. února 1392 za císaře Manuela II. Palaiologa a proslavila se svou krásou, zbožností, moudrostí a spravedlností. Její manžel v roce 1425 abdikoval a vstoupil do monastýru pod jménem Mathieu. Po jeho smrti i císařovna Helena se stala mniškou v monastýru Kyra-Martha, kde pomáhala založit domov pro staré lidi s názvem "Naděje zoufalých". Domov se nacházel v monastýru svatého Jana v Petrionu, kde jsou také uchovávány relikvie svatého Patapia z Théb.
Po smrti nejstaršího syna Jana VIII. v roce 1448 se o nástupnictví na trůn přel syn Konstantin se svým ambiciózním, ale neschopným mladším bratrem Demetriem. Helena jako císařovna vdova a regentka podporovala Konstantina. Nakonec přesvědčila sultána Murada II. k intervenci v Konstantinův prospěch, což vedlo k jeho nástupu na trůn v lednu 1449. Poté, co se Konstantin stal císařem, připojil ke svému jménu matčino přízvisko Dragaś a vládl jako Konstantin XI Dragases Palaiologos.
Císařovna Helena zemřela v Konstantinopoli dne 23. března 1450 tři roky před pádem Konstantinopole. Císařovna byla pohřbena v konstantinopolském monastýru Pantokrator, kde byl pohřben i její manžel a tři potomci (z nichž dva byli také mnichy).
Po dobytí Konstantinopole Turky v roce 1453 přenesl Angelos Notaras do horské jeskyně u města Loutraki nedaleko Athén ostatky svatého Patapia z Théb. V jeskyni u poustevnických mnichů byla uchována také byzantská ikona svatého Patapia, Hypomoni a rovněž jejíž lebka jako svatá relikvie. Na tom místě založil v roce 1952 otec Nectarios Marmarinos monastýr svatého Patapia (Loutraki, Řecko).

## Potomci

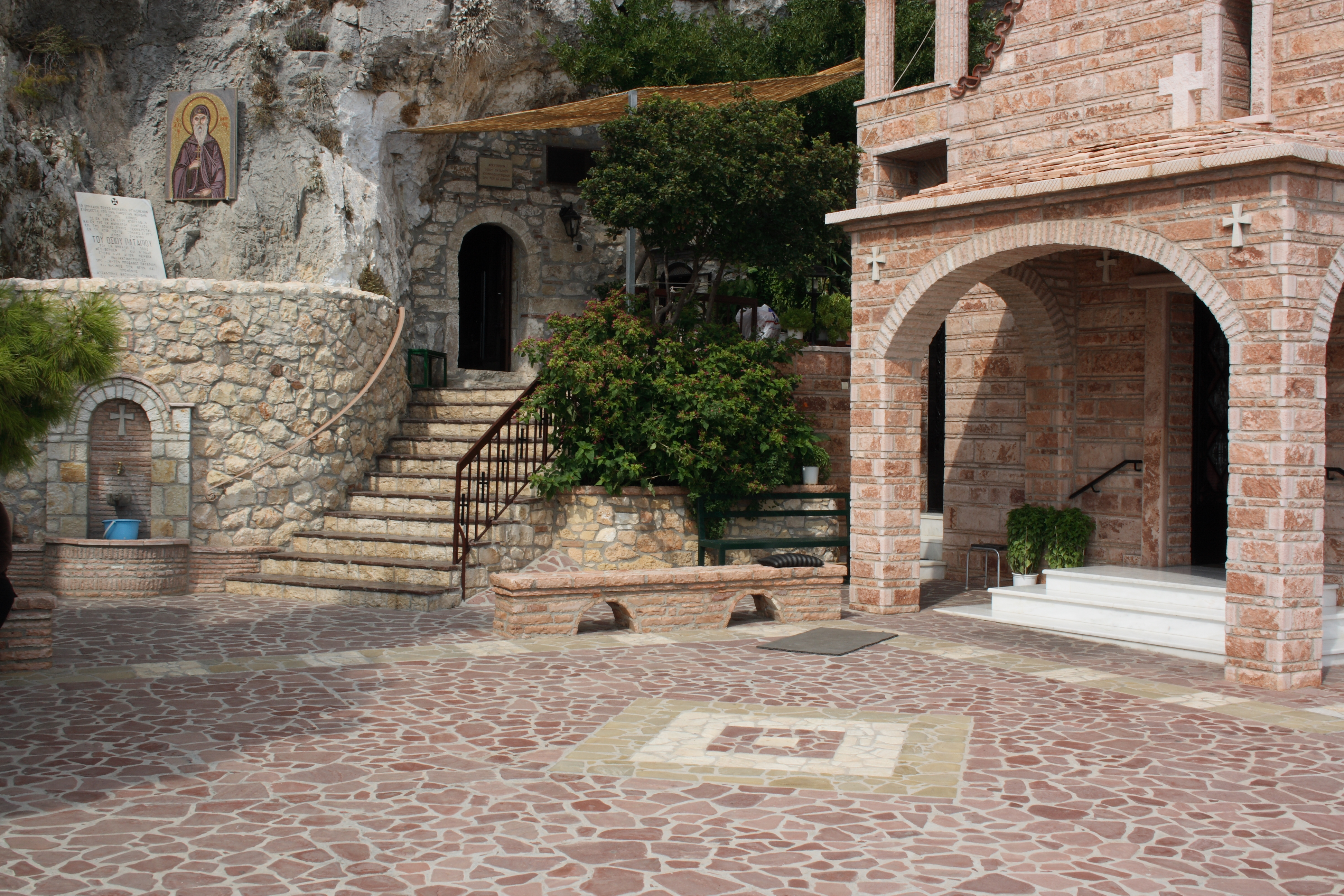
Monastýr sv.Patapia, Loutraki

Helena měla z manželství s císařem Manuelem II. deset potomků. Seznam se řídí pořadím narození, které uvedl George Sphrantzes:
- Dcera. Je uváděna jako nejstarší dcera, ale není jmenována.
- Konstantin Palaiologos. Zemřel mladý.
- Jan VIII. Palaiologos (18. prosince 1392 - 31. října 1448). Byzantský císař, 1425-1448.
- Theodóros II. Palaiologos (zemřel 1448).
- Druhá dcera. Její jméno není rovněž uvedeno.
- Andronikos Palaiologos (zemřel 1429).
- Michael Palaiologos. Zemřel mladý.
- Konstantin XI. Palaiologos (8. února 1405 - 29. května 1453). Despota v Morei a následně poslední byzantský císař v letech 1448-1453.
- Demetrios Palaiologos (asi 1407-1470). Despota v Morei.
- Tomáš Palaiologos (asi 1409 - 12. května 1465). Despota v Morei. Praděd ruského cara Ivana Hrozného.